# Steven Preisner

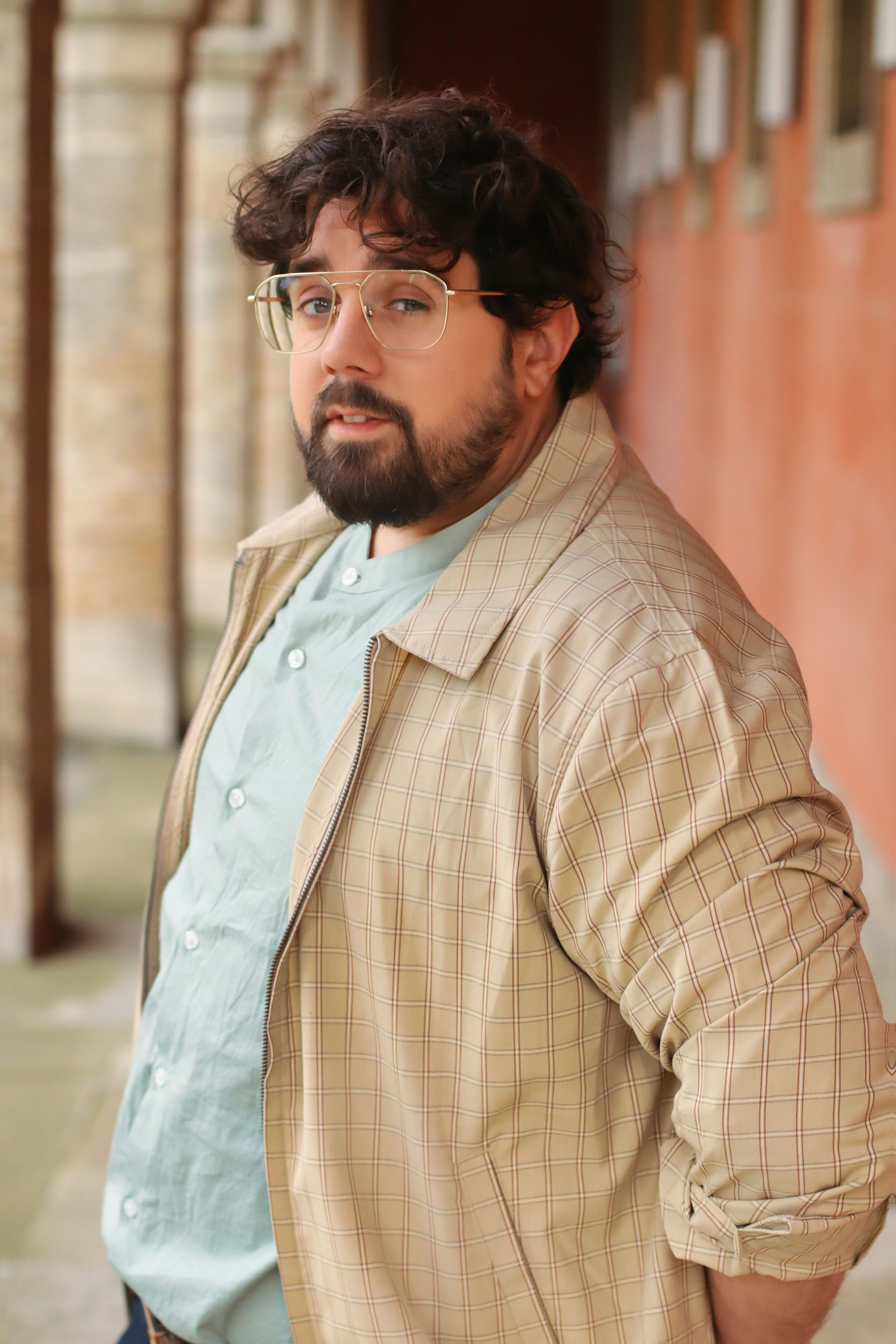
Steven Preisner

Steven Preisner (geboren am 12. November 1988 in Berlin) ist ein deutscher Schauspieler, Drehbuchautor und Komiker.

## Leben und Karriere
Steven Preisner verbrachte seine Kindheit im Hohen Fläming. Nach Abitur und anschließendem Zivildienst in einem Krankenhaus in Bad Belzig absolvierte er seine Schauspielausbildung an der Berliner Schule für Schauspiel und beendete später an der Universität Potsdam ein Studium zum Grundschullehrer. Er engagierte sich viele Jahre als Schutz(B)engel der Kampagne „Lieber sicher. Lieber leben“ des Landes Brandenburg gegen Drogen und Alkohol am Steuer.
Seit 2015 steht er für unterschiedlichste Filme und Werbekampagnen vor der Kamera. Mehrfach wurden Filme, in denen er mitwirkte, bei Festivals ausgezeichnet; unter anderem PETS (2018) und Forgettable Man (2021), in denen er jeweils eine Hauptrolle spielte, bei der Videonale Friedrichshagen sowie Harzmovienale.  Mit seinem kritischen Beitrag Fest der Sinne (Regie: Alexej Funke), der sich gegen den Hauptsponsor McDonald’s richtet, wurde er beim 99Fire-Films-Award 2018 zum Festivalsieger ausgewählt.
Preisner schreibt Drehbücher für Komödien und gewann unter anderem mit seinem Team mit seiner Serie Danke! Wir melden uns über Kuriositäten im Schauspielleben den Camgaroo Award 2019 in der Kategorie „Spaß“.
In der 2021 vom MDR Fernsehen produzierten Miniserie Straight outta Crostwitz spielte Preisner neben Jasna Fritzi Bauer eine der Hauptrollen als einer der Zwillinge, die sich trotz ihrer sorbischen Wurzeln zu ihren eigenen Bedürfnissen bekennen müssen.

## Privates
Preisner lebt in Potsdam und ist seit vielen Jahren mit einem Mann liiert. Er ist unter anderem Mitglied in Queer Media Society (QMS). Als Plus-Size-Aktivist ist ihm die Repräsentanz verschiedener Körperformen in den Medien ein Anliegen. Regelmäßig agiert er in dem Bereich als Interviewpartner.

## Filmografie (Auswahl)
- 2015: Fucking Berlin (Kinofilm)
- 2015: Mila (Fernsehserie, Sat1)
- 2016: Vier gegen die Bank (2016)(Kinofilm)
- 2016: Der Wedding kommt (Webserie)
- 2017: PETS (Film)
- 2018: Fest der Sinne (Gewinnerbeitrag 99 Fire Films Award)
- 2018: Löwenzahn (Fernsehserie, MDR, KiKa)
- 2018: Siebenstein (Fernsehserie, MDR, KiKa)
- 2019: Siebenstein (Fernsehserie, MDR, KiKa)
- 2019: Shapira, Shapira (Fernsehserie, ZDF.neo)
- 2020: Käthe und ich (Fernsehreihe, ARD)
- 2021: Straight Outta Crostwitz (Miniserie, MDR)
- 2021: Mario Barth deckt auf! (TV-Show, RTL)
- 2022: Die Drei von der Müllabfuhr (Film, ARD)
- 2022: Schloss Einstein (Fernsehserie, MDR, KiKa)
- 2022: Die Wespe (Streamingserie, Sky)
- 2022: Blutige Anfänger (Fernsehserie, ZDF)
- 2022: Schlafende Hunde (Streamingserie, Netflix)
- 2023: Monster on a Plane (Kinofilm)
- 2023: SOKO Stuttgart (Fernsehserie, ZDF)
- 2024: Allegro Pastell (Kinofilm)
- 2025: WAPO Berlin (Fernsehserie, ARD)
- 2025: Löwenzahn (Fernsehserie, MDR, KiKa)